# Броварська міська територіальна громада
Броварська міська територіальна громада — територіальна громада в Україні, у Броварському районі Київської області. Адміністративний центр — місто Бровари.
Площа громади — 123,39 км², населення — 116 413 осіб (2020).
Утворена 12 червня 2020 року шляхом об'єднання Броварської міської ради обласного значення та Княжицької, Требухівської сільських рад Броварського району.

## Населені пункти
У складі громади 1 місто (Бровари) і 3 села:
- Княжичі;
- Требухів;
- Сотницьке.

## Старостинські округи
- Княжицький
- Требухівський